# Суворов, Николай Полиевктович
Николай Полиевктович Суворов (17 октября 1890 года, Москва — 29 апреля 1971) — российский и советский педагог, кандидат физико-математических наук, один из инициаторов создания единой гидрометеорологической службы СССР, главный редактор Учпедгиза в 1930-40-х годах.

## Биография
Николай Полиевктович Суворов родился 17 октября 1890 года в Москве в семье крестьян, выходцев из Костромского уезда, Богословской слободы.
Мать — деревенская портниха — Пава Васильевна Суворова. Об отце практически ничего не известно. Согласно официально биографии Суворова Н. П., он ушёл из семьи практически сразу после рождения ребёнка.
В 1905 году Николай окончил Галичское городское училище (ныне средняя школа № 4).
С 1906 по 1909 годы учился в Московском учительском институте.
С 1 июля 1909 года Н. П. Суворов служил учителем Арзамасского городского (высшего начального) училища. Молодому учителю пришлось преподавать все предметы, а также самому разрабатывать методики обучения.
С 1910 года Н. П. Суворов начал публиковать свои методические статьи в «Педагогическом вестнике».
С 1913 года Николай Полиевктович учился на физико-математическом факультете Московского университета. Окончил его в 1918 году с дипломом первой степени по специальности «физика».
В 1918 году Н. П. Суворов работал в Московском районном экономическом комитете, преобразованным сначала в областной, а потом и в городской Совет народного хозяйства. Здесь заведовал научно-технической библиотекой.
С 1919 года Н. П. Суворов, преподавал физику на первых подготовительных (к вузу) курсах для рабочих и крестьян в вузы. В 1920 году он добился преобразования курсов в первый в стране вечерний рабфак им. Тимирязева и заведовал этим учреждением вплоть до 1925 года, а преподавал там гораздо дольше — до 1934 года.
В марте 1919 года Н. П. Суворов, в составе делегации беспартийных учителей, присутствовал на VIII съезде РКП(б). Учительская делегация выступила с декларацией о том, что учителя полностью отдают себя в распоряжение большевиков для участия в социалистическом строительстве. В 1927 году Николай Полиевктович стал членом в ВКП(б), и, после этого, некоторое время работал инструктором Сокольнического РОНО.
Одновременно, с 1927 года, Н. П. Суворов трудился аппарате наркомпроса в качестве учёного специалиста по физико-математическим научным учреждениям. Эти учреждения были тогда сосредоточены исключительно в Ленинграде и Москве, и Николай Полиевктович вложил много сил в организацию физических, химических и математических институтов в Горьком, Саратове, Ростове и Казани. Нелегко было внедрять плановый подход в сфере научных исследований, а также по-новому налаживать подготовку советских учёных. В эти годы он опубликовал ряд статей по методологии планирования научной работы и по подготовке научных кадров и, совместно с профессором МГУ А. Ф. Вангеймом, стал одним инициаторов создания единой гидрометеорологической службы СССР. До этого гидрометеологические и гидрологические станции и обсерватории были рассеяны по различным ведомствам, и стояла нелегкая организационная задача их объединить. Николай Полиевктович на первом же заседании гидрометеорологического комитета при СНК СССР был утверждён членом его президиума.
С 1930 по 1941 год Н. П. Суворов занимал должность декана метеорологического факультета в выведенном из структуры МГУ Московском гидрометеорологическом институте. Он преподавал в этом вузе физику и разработал специальный курс термодинамики атмосферы и воды.
В 1931 году Н. П. Суворову, как члену Государственного ученого совета, было поручено разработать научно-марксистские основы программы по физике, а также руководить составлением программы для школ, ФЗУ, техникумов и вузов.
В 1932 году перед советской школой встала задача создания новых, стабильных и качественных учебников, и Николай Полиевктович стал старшим редактором по физике в учебно-педагогическом издательстве (Учпедгиз). При его авторском участии (раздел «Теплота») вышло первое издание учебника физики А. А. Фадеева и А. В. Перышкина. Под его непосредственным руководством и по его инициативе были созданы первый советский учебник физики для вузов проф. К. А. Путилова, а также первые советские учебники по методике преподавания физики, написанные проф. И. И. Соколовым и проф. П. А. Знаменским.
В 1934 году Н. П. Суворов был назначен директором Центрального института экспериментальной метеорологии и гидрологии, но уже в 1936 году вернулся Учпедгиз в качестве главного редактора. С 1934 года преподавал физику и методику преподавания физики в педагогическом институте им. Либкнехта.
В 1941 году оба института, в которых работал Николай Полиевктович, были эвакуированы, а сам он стал помощником по научной части начальника Центрального института прогнозов гидрометслужбы Красной Армии. За работу во время войны он был награжден медалью «За победу над Германией».
Осенью 1943 года Н. П. Суворов был назначен начальником отдела университетов, а затем заместителем начальника Гувуза. В это время насущной задачей было восстановление реэвакуированных вузов. В это же время разрабатывалась и осуществлялась государственная программа помощи высшему образованию. За эту работу Н. П. Суворов был награжден орденом «Знак Почёта».
С 1945 года Николай Полиевктович вновь стал главным редактором Учпедгиза, где проработал до 1947 года, когда, в связи с болезнью, перешёл на работу в Академию педагогических наук. В 1947 году он защитил кандидатскую диссертацию по термодинамике обычной и тяжелой воды.
В 1949 году ЦК КПСС утвердил Н. П. Суворова начальником отдела педвузов Министерства высшего образования СССР. В те годы он занимался обеспечением вузов программами и учебниками, а также добился ликвидации двухгодичных учительских институтов, как не дающих качественного педагогического образования.
Николай Полиевктович Суворов является автором более чем 125 научных публикаций.
Умер Николай Полиевктович в 1971 году, похоронен в колумбарии Донского кладбища в Москве.

## Семья
Николай Полиевктович Суворов был женат на старшем научном сотруднике Института Мозга АМН СССР Серафиме Александровне Троицкой (в разводе с 1934 года). Является отцом советского философа-марксиста Льва Николаевича Суворова.